# Aerometer

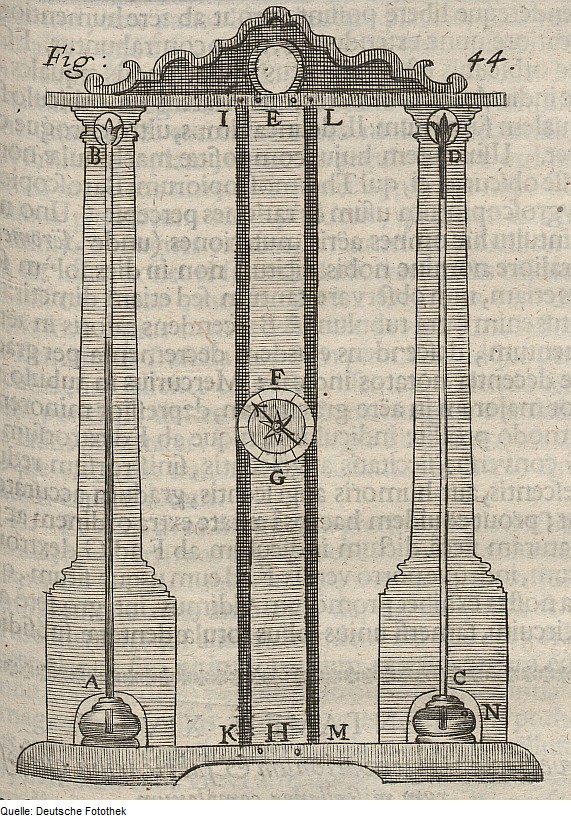
Een aerometer

Een aerometer (Oudgrieks: ἀήρ aér "lucht" en μέτρον métron "maat") of luchtmeter is een instrument voor het meten van de dichtheid, de doorstroming, de hoeveelheid of een andere parameter van de lucht of een ander gas of gasmengsel.

## Typen
- Aerometer van Hall
- Aerometer van Hutchinson
- Aerometer van Struve
- Aerometer van Scheurer
- Aerometer van Smith
- Aerometer van Frøkjær-Jensen